# 28 дни по-късно
„28 дни по-късно“ (на английски: 28 Days Later) е британски научнофантастичен филм на ужасите от 2002 година на режисьора Дани Бойл по сценарий на Алекс Гарланд.

## Сюжет
„28 дни по-късно“ разказва история за разпространението на силно заразен вирус, превръщащ хората в брутални, неосъзнати създания.
Филмът започва с акция на природозащитници, опитващи се да освободят заразени шимпанзета от лаборатория, което води до началото на епидемията.
28 дни след началото на епидемията велосипедният куриер Джим се буди от кома след преживяно транспортно произшествие. Разхождайки се из обезлюдения Лондон, Джим вижда следи от безредици и опити за евакуация. Впоследствие е нападнат от заразени и е спасен от двама младежи – Марк и Селена. След смъртта на Марк, Джим и Селена откриват други оцелели – таксиметровия шофьор Франк и дъщеря му Хана. След радиосъобщение, обещаващо спасение и сигурност в района на Манчестър, четиримата тръгват на север. Когато пристигат, разбират че зад съобщението стоят само група войници, търсещи си жени за сексуални робини...

## Актьорски състав
| Актьор             | Роля          |
| ------------------ | ------------- |
| Килиън Мърфи       | Джим          |
| Наоми Харис        | Селена        |
| Кристофър Екълстън | Хенри Уест    |
| Маган Бърнс        | Хана          |
| Брендан Глийсън    | Франк         |
| Ноа Хънтли         | Марк          |
| Стюарт Маккуари    | сержант Фарел |

## Награди и номинации
| Награда        | Категория                                    | Номиниран                                    | Резултат  |
| -------------- | -------------------------------------------- | -------------------------------------------- | --------- |
| Сатурн         | Най-добър хорър филм                         | Най-добър хорър филм                         | награда   |
| Сатурн         | Най-добър режисьор                           | Дани Бойл                                    | номинация |
| Сатурн         | Най-добър сценарий                           | Алекс Гарланд                                | номинация |
| Награда „Хюго“ | Най-добро сценично представяне (дълга форма) | Най-добро сценично представяне (дълга форма) | номинация |